# Reformatorische Politieke Federatie
De Reformatorische Politieke Federatie (RPF) was een Nederlandse politieke partij die op 15 maart 1975 in Amersfoort werd opgericht als reactie op de fusiebesprekingen tussen de Anti-Revolutionaire Partij (ARP), de Christelijk-Historische Unie (CHU) en de Katholieke Volkspartij (KVP), die uiteindelijk tot de oprichting van het CDA zouden leiden. De RPF ontstond uit een aantal onafhankelijke kiesverenigingen in Gelderland en Overijssel, het Nationaal Evangelisch Verband en een tweetal aan de ARP verwante groepen. Veelal hadden deze organisaties en groepen bezwaren tegen een politieke eenwording met rooms-katholieken en tegen de in hun ogen veel te progressieve koers van de ARP. De RPF fuseerde op 11 maart 2001 met het Gereformeerd Politiek Verbond in de ChristenUnie.

## Geschiedenis en standpunten
De RPF trachtte politiek te bedrijven in overeenstemming met Bijbelse normen en wilde de traditie van ARP en CHU voortzetten. De partij was tegen abortus, euthanasie en het homohuwelijk, voelde zich erg verbonden met het koningshuis en stond een sterke nationale defensie voor. De partij stond qua programma erg dicht bij het Gereformeerd Politiek Verbond (GPV), maar de RPF kende niet de verplichting van het lidmaatschap van een bepaald kerkgenootschap om lid van haar partij te mogen worden zoals het GPV dat ten aanzien van de Gereformeerde Kerken (vrijgemaakt) wel kende. Verder was de band tussen de RPF en de Evangelische Omroep (EO) opvallend.

Het logo van de partij tot aan het begin van de jaren 90.

Bij de Tweede Kamerverkiezingen van 1977 deed de RPF voor het eerst mee. Met Jan Rietkerk (broer van de VVD'er Koos Rietkerk) als lijsttrekker lukte het niet om de kiesdrempel te halen. Bij de Tweede Kamerverkiezingen van 1981 en die van 1982 haalde de RPF twee zetels. Die werden bezet door Meindert Leerling en Aad Wagenaar.
Een conflict tussen het Federatiebestuur en Wagenaar leidde in 1985 tot een afsplitsing. Wagenaar ging alleen verder als Groep Wagenaar en richtte later een eigen partij (Anti-Revolutionairen 1985) op die bij de verkiezingen van 1986 geen succes wist te boeken. De RPF verloor in 1986 niettemin één zetel. De ene resterende zetel wist de partij bij de verkiezingen van 1989 te behouden. Beide periodes (1986-1989 en 1989-1994) zat Leerling voor de RPF in de Tweede Kamer.
Bij de Tweede Kamerverkiezingen van 1994 behaalde de RPF drie zetels. Ze werden bezet door fractievoorzitter Leen van Dijke, Dick Stellingwerf en André Rouvoet; laatste was lange tijd directeur van het Wetenschappelijk Instituut van de RPF, de Marnix van Sint Aldegonde Stichting, geweest.
Andere prominente RPF'ers waren Egbert Schuurman, lid van de Eerste Kamer en bijzonder hoogleraar in de reformatorische wijsbegeerte aan een aantal Nederlandse universiteiten, en Roel Kuiper die in 1994 Rouvoet als directeur van het Wetenschappelijk Instituut opvolgde en eveneens onder meer bijzonder hoogleraar in de Reformatorische Wijsbegeerte.
Sinds 1989 hield de RPF samen met het GPV haar fractievergaderingen, wat uiteindelijk leidde tot een fusie van de partij op 13 maart 2001 tot de ChristenUnie.
De RPF streefde niet in de eerste plaats naar een meerderheid van de kiezers, maar vooral naar de handhaving en doorwerking van de beginselen die ze beleed. Daarom wordt de RPF ook wel een getuigenispartij genoemd.

## Leden

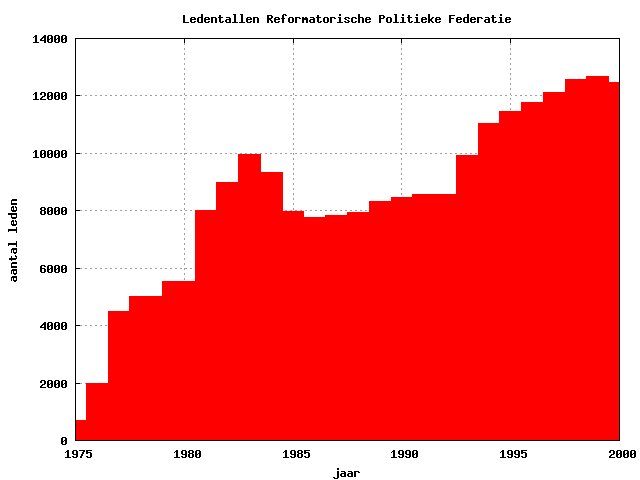
Ledenaantallen van de RPF

| Jaar | Aantal leden | Jaar | Aantal leden |
| ---- | ------------ | ---- | ------------ |
| 1975 | 700          | 1988 | 7.954        |
| 1976 | 2.000        | 1989 | 8.330        |
| 1977 | 4.500        | 1990 | 8.463        |
| 1978 | 5.000        | 1991 | 8.568        |
| 1979 | -            | 1992 | 8.561        |
| 1980 | 5.545        | 1993 | 9.939        |
| 1981 | 8.000        | 1994 | 11.035       |
| 1982 | 9.000        | 1995 | 11.466       |
| 1983 | 9.945        | 1996 | 11.755       |
| 1984 | 9.334        | 1997 | 12.132       |
| 1985 | 7.960        | 1998 | 12.572       |
| 1986 | 7.752        | 1999 | 12.672       |
| 1987 | 7.819        | 2000 | 12.474       |

Bron: RPF- ledentallen (Documentatiecentrum Nederlandse Politieke Partijen)